# Pierre Naville
Pierre Naville (* 1. Februar 1904 in Genf, Schweiz; † 24. April 1993 in Paris) war ein französischer Surrealist, Führer der französischen Trotzkisten, Politiker und Soziologe.

## Biographie
Naville stammte aus einer wohlhabenden Bankiersfamilie in Paris. Sein Vater war mit André Gide befreundet. Er studierte an der Sorbonne, wo er mit Henri Lefebvre und Georges Politzer Bekanntschaft machte, schrieb für literarische Zeitschriften und schloss sich der Pariser Gruppe der Surrealisten an.
Im Dezember 1924 wurde er (neben Benjamin Péret) Herausgeber der Zeitschrift La Révolution surréaliste. 1926 trat er dem kommunistischen Jugendverband, wenig später auch der Kommunistischen Partei Frankreichs (PCF) bei. Als Sekretär der kommunistischen Studentenvereinigung, Redakteur ihrer Zeitung L’Etudiant d'avant-garde und seit Juni 1926 (neben Marcel Fourrier) Herausgeber der (der PCF nahestehenden) Zeitschrift Clarté, Verfasser von La Révolution et les Intellectuels (Paris 1927), bewog er zahlreiche Surrealisten (u. a. Louis Aragon, André Breton, Paul Éluard, Benjamin Péret) zum Eintritt in die KP.
1926 in Kontakt zu oppositionellen Kommunisten wie Boris Souvarine stehend, reiste er mit Gérard Rosenthal nach Moskau, um an den Feierlichkeiten zum 10. Jahrestag der Oktoberrevolution teilzunehmen. Naville und Rosenthal trafen mit Leo Trotzki zusammen und nahmen an der Kundgebung der Linken Opposition anlässlich des Begräbnisses von Adolf Joffe teil, der am 16. November 1927 Suizid begangen hatte. Nach ihrer Rückkehr veröffentlichten sie ihren Bericht in Zeitschriften der kommunistischen Opposition.
Nachdem er im Mai 1928 aus der Partei ausgeschlossen worden war, beteiligte sich Naville an der Vereinigung der französischen Linken Opposition und der Gründung von La Vérité. Nach der Bildung der Ligue communiste, deren Leitung er angehörte, wurde die (im Frühjahr 1928 aus Clarté hervorgegangene) Zeitschrift La Lutte des classes zu deren theoretischem Organ. Auf der Konferenz der Internationalen Linken Opposition vom April 1930 wurde Naville, der in den dreißiger Jahren zu den bedeutendsten Führern der französischen Trotzkisten wie der ILO gehörte, als Stellvertreter von Alfred Rosmer ins Internationale Sekretariat gewählt. Über die Frage des Eintritts in die SFIO, dem er sich zunächst widersetzte, kam es zwischen Naville und seiner Organisation im September 1934 vorübergehend zu einem Bruch. Wenige Wochen später trat er dann selbst mit einer kleinen Gruppe seiner Anhänger, die erneut die Zeitschrift La Lutte des classes herausgaben, der SFIO bei. Nachdem es Ende des Jahres um den Austritt aus der SFIO unter den französischen Trotzkisten dann erneut zu heftigen Auseinandersetzungen gekommen war, in deren Verlauf sich die Anhänger von Raymond Molinier und Pierre Frank abspalteten, wurde im Juni 1936 die von der IKL als französische Sektion anerkannte Parti ouvrier internationaliste (POI) gebildet. Naville wurde einer ihrer wichtigsten Führer.
Im September 1938 maßgeblich an der Organisierung der Gründungskonferenz der Vierten Internationale beteiligt, lehnte er 1939 den Beitritt ihrer französischen Sektion zur PSOP ab. Darüber kam es zu seinem endgültigen Bruch mit der trotzkistischen Bewegung. Bei Kriegsausbruch mobilisiert, in Kriegsgefangenschaft geraten, wurde er Anfang 1941 wegen Krankheit aus der Gefangenschaft entlassen. Von 1945 an in verschiedenen linkssozialistischen Organisationen aktiv, zuletzt – seit ihrer Gründung 1960 – in der Parti socialiste unifié (PSU), deren Führung er bis 1969 angehörte, verfasste Naville zahlreiche wissenschaftliche Abhandlungen (u. a. zur Arbeitssoziologie und zur gesellschaftlichen Struktur der UdSSR und ihrer Satellitenstaaten). 1962 veröffentlichte er seinen Erinnerungsband Trotsky vivant.

## Werke (Auswahl)
- La Révolution et les Intellectuels. 1926
- La Guerre du Viêt-Nam. 1949
- Le Nouveau Léviathan. 1957–1975
- Trotsky Vivant. 1962
- Pouvoir militaire et socialisme au Portugal. 1975
- Le temps du surréel. L'espérance mathématique. 1977
- Autogestion et Planification. 1980
- La Psychologie, science du comportement. 1942
- Psychologie, marxisme, matérialisme. 1948
- La Chine Future. 1952
- La Vie de Travail et ses Problèmes. 1954
- Sociologie d’Aujourd’hui. 1981

Zudem übersetzte er zusammen mit seiner Frau Denise Naville (geborene Kahn; 1896–1969) Carl von Clausewitz Hauptwerk Vom Kriege ins Französische.